# Howard City (Nebraska)
Boelus és una població dels Estats Units a l'estat de Nebraska. Segons el cens del 2000 tenia 221 habitants.

## Demografia
Segons el cens del 2000, Boelus tenia 221 habitants, 92 habitatges, i 58 famílies. La densitat de població era de 120,2 habitants per km².
Dels 92 habitatges en un 31,5% hi vivien nens de menys de 18 anys, en un 52,2% hi vivien parelles casades, en un 7,6% dones solteres, i en un 35,9% no eren unitats familiars. En el 34,8% dels habitatges hi vivien persones soles el 22,8% de les quals corresponia a persones de 65 anys o més que vivien soles. El nombre mitjà de persones vivint en cada habitatge era de 2,4 i el nombre mitjà de persones que vivien en cada família era de 3,14.
Per edats la població es repartia de la següent manera: un 29,9% tenia menys de 18 anys, un 5,4% entre 18 i 24, un 24,4% entre 25 i 44, un 21,3% de 45 a 60 i un 19% 65 anys o més.
L'edat mediana era de 37 anys. Per cada 100 dones de 18 o més anys hi havia 109,5 homes.
La renda mediana per habitatge era de 26.500 $ i la renda mediana per família de 28.750 $. Els homes tenien una renda mediana de 24.792 $ mentre que les dones 22.750 $. La renda per capita de la població era d'11.797 $. Aproximadament el 12,1% de les famílies i el 20,2% de la població estaven per davall del llindar de pobresa.

## Poblacions més properes
El següent diagrama mostra les poblacions més properes.